# Gampong Bundar
Gampong Bundar is een bestuurslaag in het regentschap Aceh Tamiang van de provincie Atjeh, Indonesië. Gampong Bundar telt 4014 inwoners (volkstelling 2010).